# Glenamaddy
Glenamaddy is een plaats in het Ierse graafschap Galway. De plaats telt 457 inwoners.